# Cryptomerinx mirandai
Cryptomerinx mirandai är en tvåvingeart som först beskrevs av Carrera 1951.  Cryptomerinx mirandai ingår i släktet Cryptomerinx och familjen rovflugor. Inga underarter finns listade i Catalogue of Life.